# Aššur-réš-iši II.
Aššur-réš-iši II. byl král Asýrie (asi 972–967 př. n. l.). Jeho jméno v překladu znamená „Aššur je šťastný“. Vzhledem k dlouhé vládě svého otce, Aššur-rabi II., se Aššur-réš-iši II. zřejmě dostal na trůn až ve vysokém věku a kraloval 5 let, až do své smrti. Za doby jeho vlády byla asyrská moc na ústupu. Z tohoto období nemáme mnoho informací z důvodu nedostatku zdrojů, a je proto považováno za asyrský „věk temna“.
Po Aššur-réš-išiho smrti na asyrský trůn nastoupil jeho syn Tiglatpilesar II.